# Jamarro Diks
Jamarro Diks (26 april 1995) is een Nederlands voetballer die bij voorkeur als rechtsbuiten speelt. Hij is de broer van Kevin Diks.

## Carrière
Jamarro Diks speelde in de jeugd voor ASV Groen Wit '62, VIOS Vaassen en AGOVV. Hierna speelde hij voor WSV, waar hij zowel op het veld als in de zaal speelde. In de zomer van 2016 vertrok hij naar het Slowaakse AS Trenčín. Hij maakte zijn debuut voor AS Trenčín op 13 juli 2016, in de met 3-4 gewonnen uitwedstrijd in de voorronde van de Champions League tegen Olimpija Ljubljana. Hij speelde ook in de return, en in de volgende ronde tegen Legia Warschau. In de competitie speelde hij vier wedstrijden, tot hij zijn basisplaats als rechtsbuiten kwijtraakte. In de winterstop aan het begin van 2017 vertrok hij naar GVVV, wat in de Tweede divisie uitkomt. In de zomer van 2017 ging Diks naar CSV Apeldoorn.

### Statistieken
| Seizoen                    | Club           | Land           | Competitie     | Competitie | Competitie | Beker | Beker | Internationaal | Internationaal | Totaal | Totaal |
| Seizoen                    | Club           | Land           | Competitie     | Wed.       | Dlp.       | Wed.  | Dlp.  | Wed.           | Dlp.           | Wed.   | Dlp.   |
| -------------------------- | -------------- | -------------- | -------------- | ---------- | ---------- | ----- | ----- | -------------- | -------------- | ------ | ------ |
| 2016/17                    | AS Trenčín     | Slowakije      | Fortuna Liga   | 4          | 0          | 0     | 0     | 3              | 0              | 7      | 0      |
| 2016/17                    | GVVV           | Nederland      | Tweede divisie | 8          | 0          | 0     | 0     | –              | –              | 8      | 0      |
| Carrièretotaal             | Carrièretotaal | Carrièretotaal | Carrièretotaal | 12         | 0          | 0     | 0     | 3              | 0              | 15     | 0      |
| Bijgewerkt op 22 juni 2017 |                |                |                |            |            |       |       |                |                |        |        |